# Queen’s College (Hongkong)
Queen's College (chinesisch 皇仁書院), zunächst 1862 als The Government Central School (中央書院) gegründet und 1889 als Victoria College (域多利書院) umbenannt, ist ein sixth form College für Jungs mit einer beigefügten Mittelschule. Es war die erste öffentliche Mittelschule in Hongkong vom British Colonial Government. Queen’s College erhielt 1894 seinen derzeitigen Namen und liegt am Causeway Bay, Hongkong.

## Geschichte
The Central School wurde 1862 an der Gough Street, Central errichtet. Frederick Stewart war der erste Schulleiter der Central School und ebenfalls Inspektor anderer Schulen in der Kolonie.
Der Schulleiter der Central School war für alle Schulen in Hongkong bis März 1879, als die Regierung ein getrenntes Amt für die Schulinspektoren eröffnete, Vorgänger des Department of Education, welches später mit dem Education Bureau vereint wurde.
Während der frühen Jahre, bestand die Schule aus einer Vielfalt von Nationalitäten. Wohingegen sich die chinesischen Schüler für die englischen Klassen einschreiben ließen, wurde von den Ausländern erwartet, klassisches Chinesisch zu studieren.
Die weltliche Schulausbildung zündete viele Kontroversen zwischen dem Gouverneur von Hongkong und religiösen Führungspositionen. An vielen Anlässen prüfte und schritt der Gouverneur persönlich zwischen die Tätigkeiten der Schule. Später entwickelte der Gouverneur ein Unterstützungsprogramm, wo religiöse Schule die gleiche Finanzausstattung besaßen wie die Central School. Am 26. April 1884 verwaltete Sir George Bowen den Grundstein der Zeremonie für das neue Schulgebäude an der Aberdeen Street. Als Schüler besuchte Sun Yat-sen die Zeremonie. Auf den Vorschlag von dem Gouverneur wurde die Schule als Victoria College bekannt, nachdem es auf die andere Seite gezogen war.
Die Schule zog 1889 in die Aberdeen Street. In dieser Zeit war die Schule eine der größten und teuersten Gebäuden in ganz Hongkong. 1894 wurde die Schule wieder zum Queen’s College umbenannt. Die Regierung plante das College in den späten Jahren des 19. Jahrhunderts in eine Reichsuniversität auszubauen, doch wurde die Idee durch den Ausbruch des Russisch-Japanischen Krieges in 1904 stillgelegt. Also war es ausschlaggebend eine Universität zu errichten, die den Zweck hatte, die Absolventen in kriegsbezogenen Fächern wie dem Ingenieurwesen und Medizin zu unterrichten. Dies führte zur Gründung der Universität Hongkong im Jahre 1910, während das Queen’s College eine Mittelschule blieb.
Die japanische Invasion erzwang im Jahr 1941 die Schließung der Schule. Während der Japanischen Besetzung Hongkongs wurde der Standort der Schule als das Hauptquartier der Armee genutzt. Als Resultat wurde der Aberdeen Street Campus von Alliierten durch Bombardierungen zerstört. Die zwei bemerkenswerten Kanonen an dem jetzigen Haupteingang der Schule wurden im Schutt der Aberdeen Street entdeckt.
Nach dem Zweiten Weltkrieg eröffnete 1947 die Schule an einem vorläufigen Standort an der Kennedy Road, wo sie ein Campus mit der Clementi Secondary School teilte. Queen’s College zog danach am 22. September 1950 an ihren jetzigen Standort, gegenüber dem Victoria Park.

## Schullied
Die Melodie des Schullieds des Queen’s College wurde von dem Schullied von Englands Harrow School angepasst, wobei es mit dem Liedtext von Mr. William Kay gefüllt wurde, der ein langdienender Vizeschulleiter war. Heep Yunn School, eine Mädchenschule in Kowloon, teilte ebenfalls dieselbe Melodie für ihr Schullied.

## Schulmotto
Das Motto der Schule ist „Labor omnia vincit“. Es wurde später als „勤有功,  Qín yǒu gōng, Jyutping Kan4 jau5 gung1“ ins Chinesische übersetzt, was literarisch „harte Arbeit bringt Verdienst“ heißt.
Viele der QC Studenten leben nach dieser Maxime und haben vieles der örtlichen Gesellschaft in Hongkong und im Allgemeinen der Gesellschaft in China beigesteuert. Sun Yat-sen und Henry Fok Ying Tung sind zwei bekannte Beispiele. Die Schule legt auch besonders viel Wert auf ihre fünf Kernwerte: Fleiß, Integrität, Brüderlichkeit, Verantwortung und Streben nach Exzellenz.

## Einschreibung und Unterrichtssprache
Es gibt ungefähr 33 Klassen und 1.200 Schülern.
Die Unterrichtssprache ist Englisch (außer die Fächer Chinesisch, Chinesische Geschichte, Putonghua und kulturelle Aspekte).

## Aktivitäten und Erfolge
Jeder Schüler ist in eines der acht Schulhäuser eingeteilt: Stewart, Wright, Dealy, Tanner, Crook, de Rome, Kay und Williamson.
Die Schulhäuser konkurrieren in Leichtathletik, Schwimmen und andere Wettkämpfe innerhalb der Häuser.
Da sind ebenfalls 49 Clubs, die unter Sport, Entspannung, Religiöses, Sozialer Service und Akademisches (Wissenschaft & Kunst) fallen. Die meisten Clubs haben Events und Funktionen für die Teilnahme aller Schüler und einige davon organisieren „Joint Events“ (Verbindungen) mit Schwesterschulen durch jedes akademische Jahr gehend.
Queen’s College Schüler sind bekannt für ihre ausstechenden Noten im HKCEE.
Geschichtlich haben mehr Schüler der Schule 10 A Grades am HKCEE bekommen (welches die höchstmögliche Note ist) als andere Schule in Hongkong. Von allen 572 Mittelschule in Hongkong haben nur weniger als 30 die sogenannte „10A“ erreicht. Zwischen 1990 und 2006 erhielten 50 Queen’s College Schüler 10 A's am HKCEE.

## Publikationen

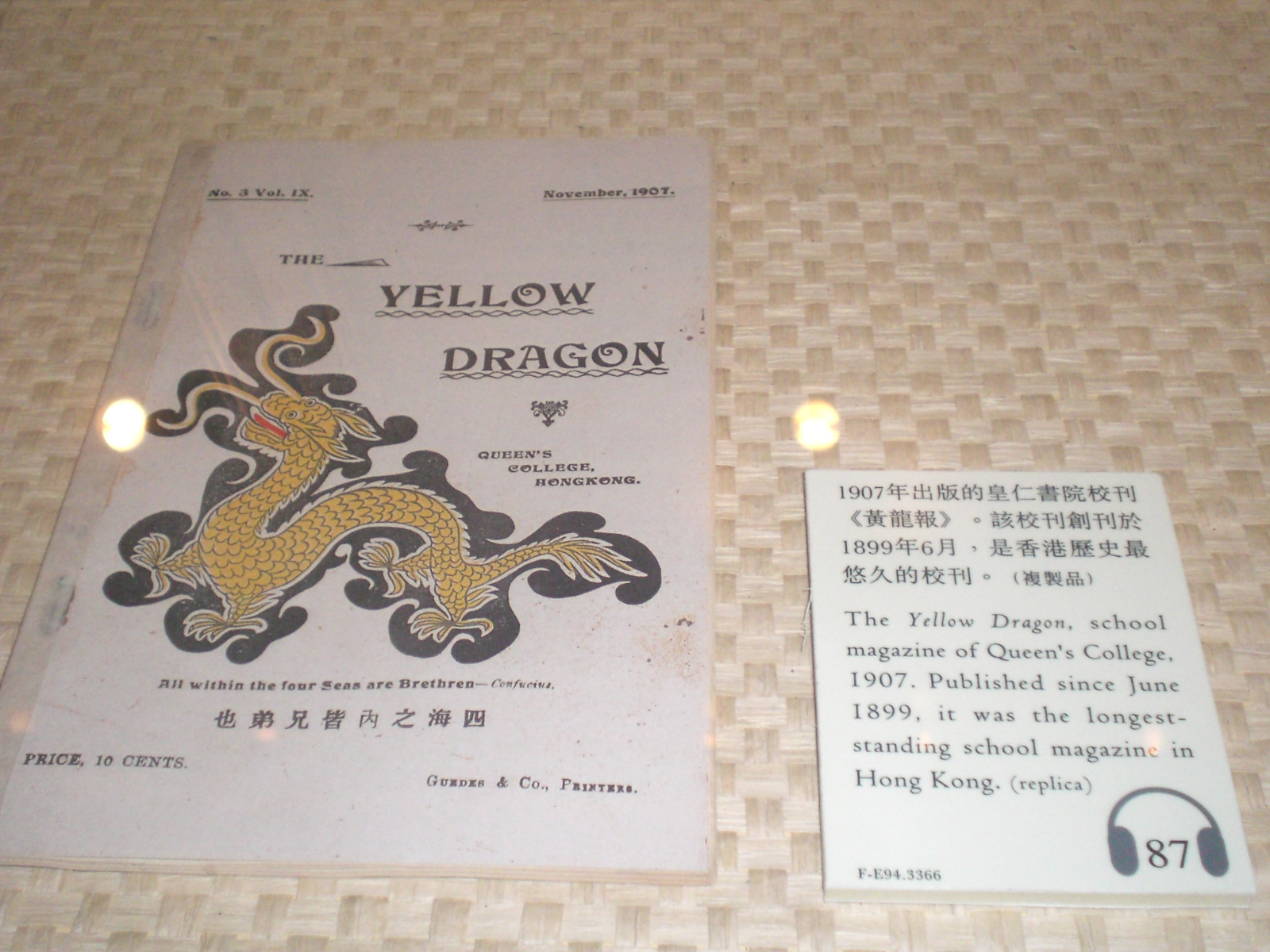
Eine Schulzeitung namens The Yellow Dragon.

Erstveröffentlichung im Juni 1899, das Queen’s College Schulmagazin, The Yellow Dragon (《黃龍報》), ist jetzt die älteste existierende Anglo-Chinesische Schulzeitung.
The Yellow Dragon ist ein kostenloser, historischer Zeuge vom Bildungsministerium von Hongkong. Die hundertste Ausgabe wurde 2005 herausgegeben.
Gwenneth Stokes, die erste Frau, die Partner des Oberrichters von South Australia wurde, und ihr Ehemann John, der Schulleiter des Queens College von 1965 bis 1970 war, verbrachten zwei Jahre am Queen’s College, in Archiven und in Bibliotheken in Hongkong, und im Vereinigten Königreich, um die 494 Seiten lange Geschichte der Schule zu erstellen.
Das limited-Edition Buch, welches mit Queen’s College Its History 1862–1987 betitelt wurde, wurde von der Queen’s College Old Boys’ Association veröffentlicht, zum 125. Geburtstag des Queen’s College in 1987.